# Lindenbach (Kahl)
Der Lindenbach ist ein etwas über 1 Kilometer langer Mittelgebirgsbach im bayerischen Spessart und ein rechter Zufluss der Kahl im unterfränkischen Landkreis Aschaffenburg.

## Geographie

### Verlauf

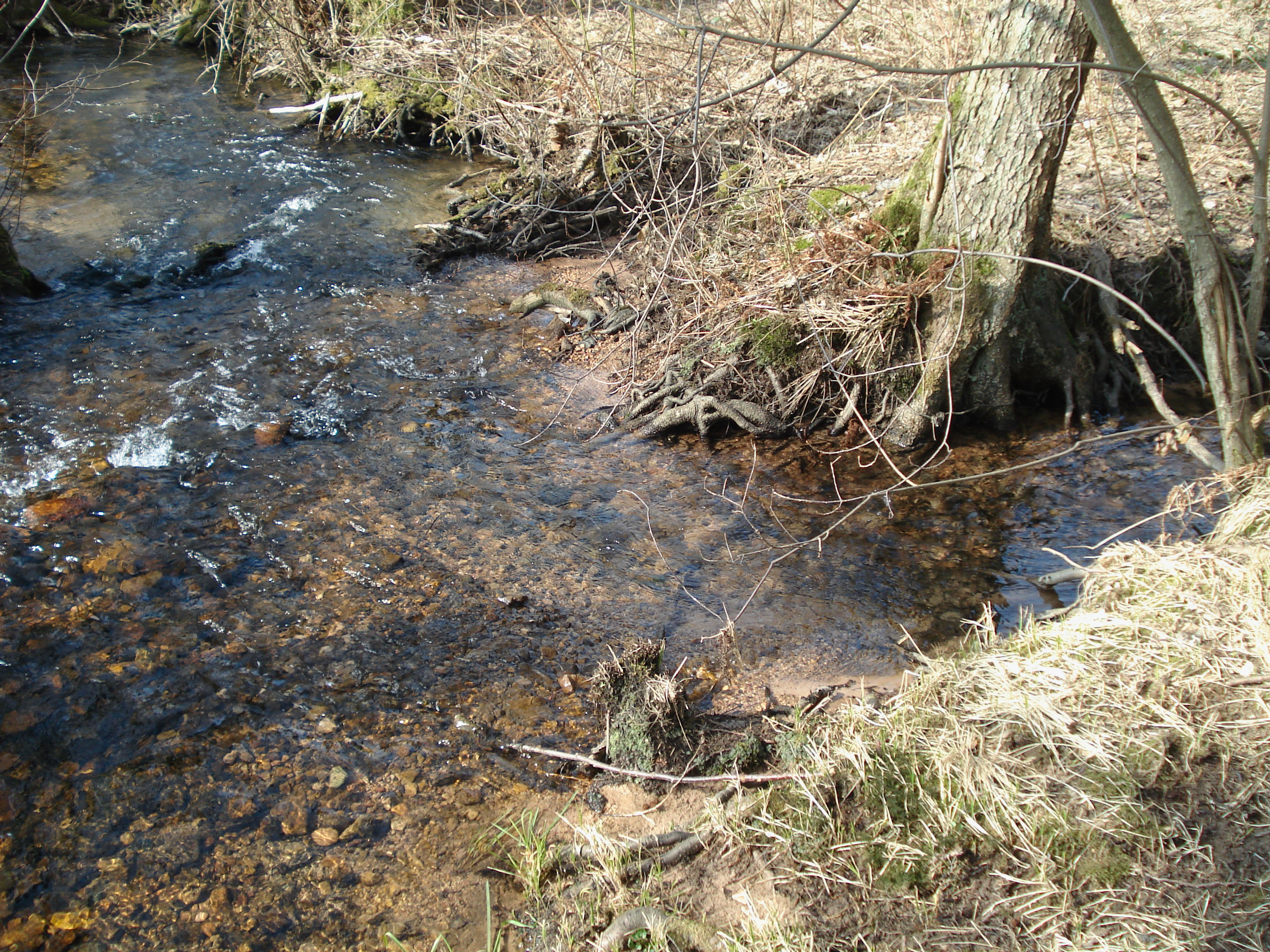
Der Lindenbach mündet in die Kahl

Der Lindenbach entspringt auf einer Höhe von 304 m ü. NHN in einem Tal zwischen dem Lindenberg (465 m) und der Kapuzinerspitze (421 m), südlich der hessischen Grenze.
Er fließt in südliche Richtung zur Glashütte, wo er als Wasserzuleitung eines Fischweihers dient. Dort betrieb der Lindenbach einst die Glashüttenmühle. Nachdem er die Staatsstraße 2305 unterquert hat, mündet er schließlich auf einer Höhe von 261 m ü. NHN rechts in die Kahl.
Auf seinem 1,1 km langen Weg überwindet der Bach einen Höhenunterschied von etwa 43 m, was einem mittleren Sohlgefälle von 39 ‰ entspricht. Er entwässert sein Einzugsgebiet über die Kahl, den Main und den Rhein zur Nordsee.

### Flusssystem Kahl
- Fließgewässer im Flusssystem Kahl

## Geschichte

### Mühlen
- Glashüttenmühle

Siehe hierzu auch die Liste von Mühlen im Kahlgrund.